# Brand (Haundorf)
Brand ([bʁant] ) ist ein Gemeindeteil der Gemeinde Haundorf im Landkreis Weißenburg-Gunzenhausen (Mittelfranken, Bayern). Brand liegt in der Gemarkung Gräfensteinberg.

## Lage
Das Dorf Brand liegt ca. 5 km nordöstlich der Stadt Gunzenhausen an der östlich vorbeiführenden Bundesstraße 466. Unweit südöstlich liegt Gräfensteinberg. Im Westen entspringt der Brandergraben, ein Zufluss des Eichenberger Weihers. Im Nordwesten schließt sich ein Gewerbegebiet an.

## Geschichte
Bis zur Gemeindegebietsreform 1972 war Brand ein Gemeindeteil des bis dahin selbständigen Gräfensteinberg. Seit 1997 ist Gräfensteinberg und damit auch Brand ein staatlich anerkannter Erholungsort.
2014 machte der Ort durch Diskussionen um ein Asylbewerberheim Schlagzeilen.

## Sehenswürdigkeiten
Als Baudenkmal eingetragen ist das Wohnstallhaus eines Bauernhofs. Das Gebäude ist ein eingeschossiger, giebelständiger Satteldachbau mit Putzgliederung und wurde um 1870 errichtet.
Die Motorrad- und Kleinwagenausstellung in Brand stellt alte Fahrzeuge aus.